# Drive Me Home
Drive Me Home je italský hraný film z roku 2018, který režíroval Simone Catania podle vlastního scénáře. Snímek měl světovou premiéru na Filmovém festivalu v Turíně dne 27. listopadu 2018.

## Děj
Antonio a Agostino spolu jako chlapci vyrůstali na venkově na Sicílii. Pak se ale jejich osudy rozešly a oba žijí v zahraničí. Antonio pracuje jako číšník a Agostino je řidičem kamionu. Dům Antoniových rodičů se po smrti matky bude prodávat a Antonio vyhledá Agostina a poprosí ho opomoc. Ten sohlasí, že vezme zakázku do Itálie a odveze ho. Cesta zpět domů oba poznamená. 

## Obsazení
| Vinicio Marchioni    | Antonio                |
| Marco D'Amore        | Agostino               |
| Jennifer Ulrich      | Emily                  |
| Chiara Muscato       | Paola, Antoniova matka |
| Lou Castel           | Karl                   |
| Nicola Adobati       | Wwoofer                |
| Malice Omondi Atteno | Elodie                 |